# Platysenta apameoides
Platysenta apameoides är en fjärilsart som beskrevs av Achille Guenée 1852. Platysenta apameoides ingår i släktet Platysenta och familjen nattflyn. Inga underarter finns listade i Catalogue of Life.